# 天主教杜马格特教区
天主教杜馬格特教區 （拉丁語：Dioecesis Dumaguetensis）是菲律賓一個羅馬天主教教區，屬宿霧總教區。1955年4月5日升為教區。
教區包括東內格羅省和錫基霍爾省。2006年有教友942,000人、41個堂區、97名司鐸。目前教區主教之位因原主教升任帕洛總教區總主教而懸空。